# Томашковиці
Томашковиці (пол. Tomaszkowice) — село в Польщі, у гміні Біскупиці Велицького повіту Малопольського воєводства.
Населення — 593 особи (2011).

## Демографія
Демографічна структура станом на 31 березня 2011 року:
|          | Загалом | Допрацездатний вік | Працездатний вік | Постпрацездатний вік |
| -------- | ------- | ------------------ | ---------------- | -------------------- |
| Чоловіки | 284     | 67                 | 193              | 24                   |
| Жінки    | 309     | 58                 | 201              | 50                   |
| Разом    | 593     | 125                | 394              | 74                   |